# Eurydice naylori
Eurydice naylori es una especie de crustáceo isópodo marino intermareal de la familia Cirolanidae.

## Distribución geográfica
Se distribuye por el océano Atlántico nororiental.